# Barrage de Ramadi
Le barrage de Ramadi est un barrage irakien, situé sur un bras de l'Euphrate. à Ramadi, en Irak. La raison principale de ce barrage est de ralentir ou d’arrêter l'eau coulant vers le canal d'alimentation du lac Habbaniyah au sud-est. Il sert également de liaison routière. 